# Phare de Browns Head
Le phare de Browns Head (en anglais : Browns Head Light) est un phare actif situé à Browns Head (ceb) sur Vinalhaven, dans le Comté de Knox (État du Maine).
Il est inscrit au Registre national des lieux historiques depuis le 27 janvier 1983 .

## Histoire
Un premier phare a été mis en service en 1832 sur la côte ouest de Vinalhaven. La tour actuelle date de 1857 et était, à l'origine, équipée d'une lentille de Fresnel de cinquième ordre. Le feu a été automatisé en 1987 et reste une aide active à la navigation. Il est un exemple bien préservé d’une station de signalisation maritime d’avant la guerre de Sécession. Il est la propriété de l'American Lighthouse Foundation .

## Description
Le phare  est une tour cylindrique en brique, avec une galerie et une lanterne à six côtés de 6 m de haut, reliée à une maison de gardien en bois par un passage couvert. La tour est peinte en blanc et la lanterne est noire. Son feu fixe émet, à une hauteur focale de 12 m, une lumière continue blanche dont la portée est de 14 milles nautiques (environ 26 km). Il possède aussi un double feu à secteurs rouge d'une portée de 11 milles nautiques (environ 20 km).
Il est équipé d'une corne de brume émettant un blast par période de 10 secondes.
Identifiant : ARLHS : USA-088 ; USCG : 1-3965 - Amirauté : J0110 .

### Lien connexe
- Liste des phares du Maine